# Little Salkeld
Little Salkeld – wieś w Anglii, w Kumbrii, w dystrykcie (unitary authority) Westmorland and Furness. Leży 27 km na południowy wschód od miasta Carlisle i 395 km na północny zachód od Londynu. W 1931 roku civil parish liczyła 91 mieszkańców.